# Jan Wojcieszczuk
Jan Edward Wojcieszczuk (ur. 24 czerwca 1951 w Lublinie) – polski polityk, prawnik, pułkownik, były komendant główny Straży Granicznej i wojewoda lubelski.

## Życiorys
Syn Tadeusza i Czesławy. Ukończył studia na Wydziale Prawa i Administracji Uniwersytetu Marii Curie-Skłodowskiej w Lublinie. W 1980 uzyskał stopień doktora nauk prawnych, a rok później uprawnienia radcy prawnego. Od 1973 do 1992 był adiunktem w Zakładzie Prawa Pracy UMCS, pisał publikacje naukowe dotyczące m.in. prawa pracy i ubezpieczeń społecznych, procedury i prawa karnego.
W latach 80. wchodził w skład zespołu doradców prawnych przy Lechu Wałęsie, ówczesnym przewodniczącym Komisji Krajowej NSZZ „Solidarność”. Był także członkiem prezydium zarządu Regionu Środkowo-Wschodniej związku i dyrektorem solidarnościowej Wszechnicy. Po wprowadzeniu stanu wojennego został internowany na okres od 13 grudnia 1981 do 19 września 1982.
W 1990 został pierwszym niekomunistycznym wojewodą lubelskim, funkcję tę pełnił przez dwa lata. Był w tym samym czasie szefem Wojewódzkiego Komitetu Obrony. Po odejściu z tego stanowiska przez pięć lat sprawował urząd komendanta głównego Straży Granicznej. W okresie rządu Jerzego Buzka, od października 1998 do października 2001, był podsekretarzem stanu w Ministerstwie Finansów, od października 1999 także generalnym inspektorem kontroli skarbowej.
W 1997 otrzymał Krzyż Oficerski Orderu Odrodzenia Polski.